# Shinsengumi
El Shinsengumi (新選組?) era una força de policia especial de l'últim període (Bakumatsu) del shogunat Tokugawa al Japó.

## Fundació
Successos com l'arribada i posterior amenaça dels cuirassats americans al comandament del comodor Matthew Perry a les costes del Japó en 1853, van fer que el sentiment cap al shogunat Tokugawa creixés negativament mentre que els ciutadans anhelaven el retorn del poder de l'emperador.
En 1863, el Roshigumi (浪 士 组), un grup de 234 samurais sense senyor (rōnin), fundat per Kiyokawa Hachiro va actuar com a protectors del shōgun Tokugawa Iemochi a Kyoto.
En 1863 Kiyokawa Hachiro crea el Roshigumi, antecessor del Shinsengumi. Quan Kondō va tenir notícies dels disturbis que estaven ocorrent a Kyoto, va marxar amb els seus homes per allistar amb Kiyokawa Hachirou. L'escola va quedar sota el comandament del germà gran de Hijikata. Després de mudar a Mibu Matsudaira Kamatori, el senyor d'Aizu els va concedir la seva petició de patrullar passant a ser "els protectors de Kyoto".

## Organització
El Shisengumi va tenir 302 membres. Eren el primer grup de samurai de l'era Tokugawa. Molts es van unir al grup a causa del desig de fer-se samurai i estar implicat en assumptes polítics. Tanmateix, això és una idea falsa, ja que la major part dels membres del Shinsengumi eren de classes no samurai. De 106 miembres havia vuitanta-set samurais, vuit agricultors, tres comerciants, tres metges, tres sacerdots, i dos artesans.
El Shinsengumi estava organitzat d'aquesta manera:
| Lloc               | Nom                         |
| ------------------ | --------------------------- |
| Comandant:         | Kondō Isami Masayoshi       |
| Secretari General: | Yamanami Keisuke            |
| Vicecomandant:     | Hijikata Toshizō Yoshitoyo  |
| Conseller militar: | Itou Kashitarou             |
| Espies:            | Shimada Kai                 |
|                    | Yamazaki Susumu             |
| Capitanes          |                             |
| Divisió            | Nom                         |
| 1a                 | Okita Sōji Kaneyoshi        |
| 2a                 | Nagakura Shinpachi Noriyuki |
| 3a                 | Saitō Hajime                |
| 4a                 | Matsubara Tadaji            |
| 5a                 | Takeda Kanryūsai            |
| 6a                 | Inoue Genzaburou Kazutake   |
| 7a                 | Tani Sanjuurou Tomokuni     |
| 8a                 | Tōdō Heisuke                |
| 9a                 | Suzuki Mikisaburo           |
| 10a                | Harada Sanosuke             |

## Els Shinsegumi en la cultura popular
Existeixen nombroses obres que representen la vida i batalles dels Shinsegumi. Des de pel·lícules, a llibres i animes. Un exemple és el manga històric Shinsengumi Imon Peace Maker llançat el 2002 narra les batalles dels guerrers i les seves gestes en el període Edo barrejant dades històriques amb ficció.